# حدث (نظرية الاحتمالات)

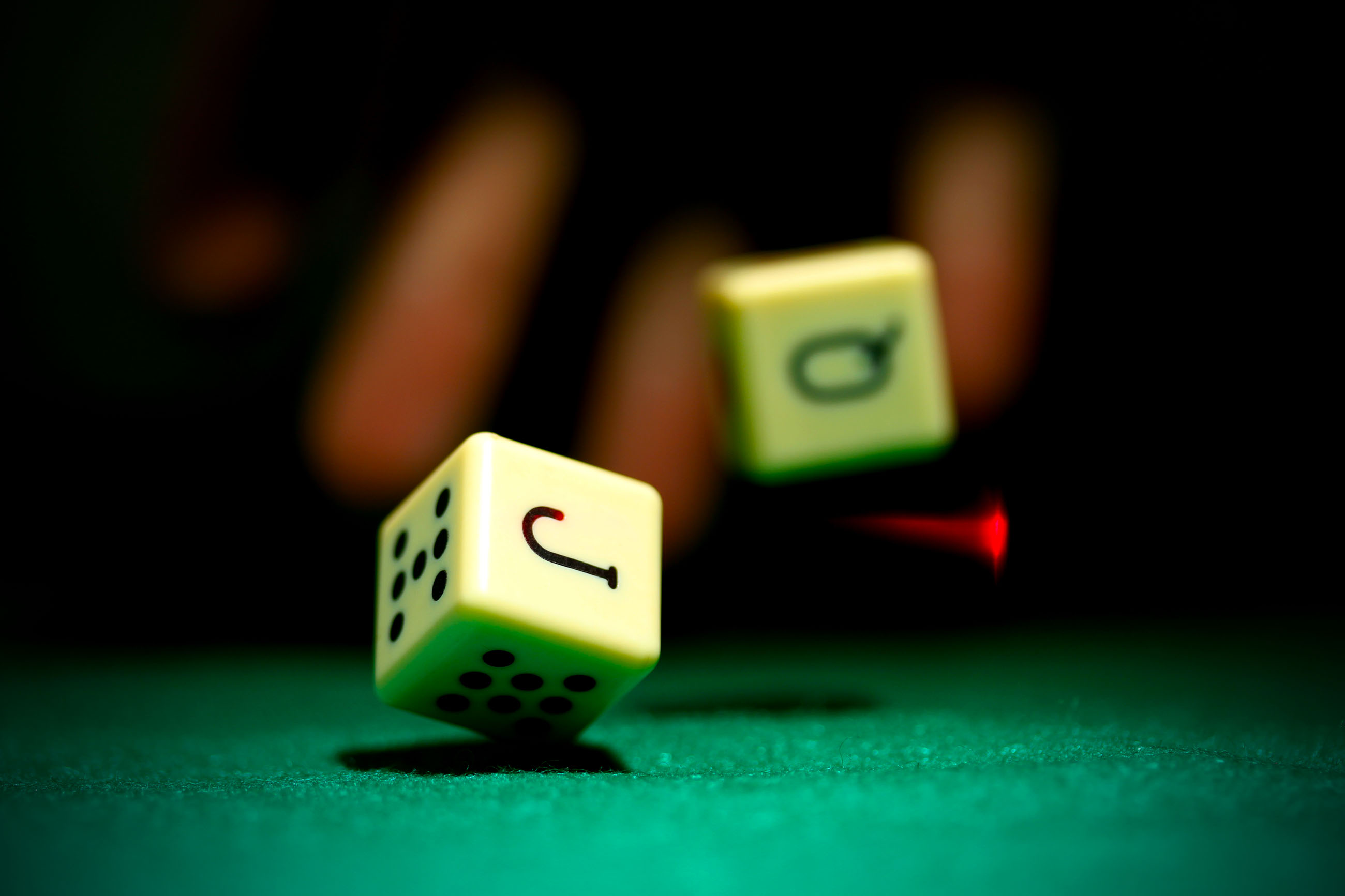
رمي النرد: تجربة عشوائية تُستخدم لتوضيح مفاهيم نظرية الاحتمالات

في نظرية الاحتمالات الحدث أو الحادثة (بالإنجليزية: Event) هو مجموعة جزئية من الفضاء العيني، وقد يساويه.

## أنواع الحدث
- «الحدث البسيط» «elementary event»:

يسمى الحدث بسيطا، عندما يتالف من مشاهدة واحدة فقط ((380))، أو قل عندما يكون مكونا من عنصر واحد فقط من عناصر فضاء الإمكانات. ويعبر عن ذلك بان [A]ا = 1، دون أن يعني ذلك ان احتمال وقوعه يساوي «1» كما هو واضح.
مثال: في مثال «السلة» المتقدم، إذا اخذنا الحدث التالي، وهو اختيار برتقالة من السلة. فاننا نجد ان فضاء الإمكانات مؤلف من عنصرين هما البرتقالة الأولى والبرتقالة الثانية، وعليه فان [A]ا = 2، فلا يكون الحدث حدثا بسيطا.خلافا للحالة التي تكون فيها عناصر «السلة» عبارة عن خمس تفاحات وبرتقالة واحدة، أو حتى برتقالة واحدة فقط.
- «الحدث المركب» «Compound Event»:

هو الحدث المركب من حدثين، ويكون احتماله متعلقا بنتائج الحدثين، ويمكن الحصول على احتمال الحدث المركب من خلال ضرب عدد النتائج الأولية الممكنة للتجارب البسيطة المكونة للتجربة المركبة ز
مثال: كان بإمكاننا تطبيق «الحدث المركب» على مثال «السلة» المتقدم. لكنه قد يوجب شيئا من التشويش لارتباطه ب«الحوادث المستقلة وغير المستقلة» التي ياتي الحديث عنها ان شاء الله. لذا فاننا سنتناول مثالا آخر نفترض فيه وجود سلتين تحتوي كل منهما على حبات من الفاكهة، في الأولى (6) تفاحات و (4) برتقالات؛ وفي الثانية (5)موزات و (3) اجاصات. ولنمد يدنا إلى كل من السلتين لاختيار حبة فاكهة واحدة. والحدث المركب هنا هوالحدث الذي نسال فيه عن احتمال خروج تفاحة مع موزة لدى سحبنا لحبتي الفاكهة. فان هذا الحدث مركب من حدثين: أحدهما حدث وقوع الاختيار على حبة التفاح من السلة الأولى. والحدث الآخر هو حدث وقوع الاختيار على حبة الموز من السلة الثانية. ولنطبق ما قلناه من أن الحصول على احتمال الحدث المركب يتم عبر ضرب احتمالات التجارب الأولية المكونة للتجربة المركبة. وهو يساوي احتمال خروج التفاحة من السلة الأولى مضروب في احتمال خروج الموزة من السلة الثانية:
اما احتمال خروج التفاحة من السلة الأولى (عدد التفاحات گ عدد ما في السلة) = 10/6.
اما احتمال خروج الموزة من السلة الثانية (عدد الموزات گ عدد ما في السلة) = 8/5.
=> احتمال خروج تفاحة مع موزة:10/6×8/5=8/3.
- «الحدث المؤكد» «certain event»:

هو الحدث الذي يقع دائما عند إجراء التجربة العشوائية، أو قل هو الحدث الذي يساوي الفضاء العيني.
مثال: لو تناولنا سلة فيها (10) تفاحات فقط ومددنا يدنا لنختار حبة فاكهة منها، فان حدث خروج «تفاحة» «A» هو حدث مؤكد لانه ليس في السلة الا تفاح، ويعبر عن ذلك رياضيا بان «A» = «E».
- «الحدث المستحيل» «impossible event»:

هو الحدث الذي لا يقع ابدا عند إجراء التجربة ((385))، أو قل هو الحدث المؤلف من المجموعة الخالية [Æ]ا.
مثال: واذا بقينا في مثال السلة التي تحتوي على (10) تفاحات فقط، فان الحدث المستحيل هو حدث خروج موزة لدى اختيارنا حبة فاكهة من السلة، وما ذلك الا لان السلة لا تحتوي على موز اصلا. ويعبر عن ذلك رياضيا بان «ِِِA» ا = Æ.
- «الحوادث المتنافية» «exclusive events»:

الحوادث المتنافية هي الحوادث التي لا يمكن وقوعها في آن واحد، لان وقوع أحدها يمنع من وقوع الحوادث الأخرى، الأمر الذي يعني عدم وجود عناصر مشتركة للعناصر المكونة لها، ويرمز إلى ذلك بان Æ = A Ç B ا.
مثال: لو تناولنا سلة فيها تفاح أحمر وباذنجان مثلا، وسالنا عن احتمال الحصول على حبة خضار لونها أحمر لدى سحبنالحبة من الحبات الموجودة في السلة، لاتانا الجواب بان هذا الحدث حدث مستحيل لا يتحقق داخل السلة المفترضة.إلا أن ما يهمنا في الواقع ليس هذا بل كونه مؤلفا من حدثين متنافيين لا اشتراك بينهما، الأول (A) حبة الخضار، والثاني (B) حبة لونها أحمر، ومن الواضح انه لا اشتراك داخل السلة بين هذين الحدثين، ويرمز إلى ذلك بان
Æ =A Ç B باللحاظ المذكور.
- «الحوادث غير المتنافية» «compatible events»:

الحوادث غير المتنافية هي الحوادث التي يكون وقوع أحدها غير مانع من وقوع الحوادث الأخرى، الأمر الذي يعني وجود عناصر مشتركة للعناصر المكونة لها، ويكون وقوعهما معا غير مستحيل.
مثال: ولو بقينا في المثال المتقدم للسلة التي تحتوي على التفاح الأحمر وعلى الباذنجان، وسالنا عن احتمال الحصول على حبة فاكهة لونها أحمر لدى سحبنا لحبة من الحبات الموجودة في السلة، لكان الجواب بانه حدث ممكن التحقق لانه مؤلف من حدثين بينهما اشتراك داخل السلة المفترضة، الأول (A) حبة الفاكهة، والثاني (B) حبة لونها أحمر، حيث يجتمعان داخل السلة المذكورة في حبة التفاح الحمراء.
- «الحوادث المتضادة» «opposite events» ا ((389)):

وهي خصوص الحوادث المتنافية التي يكون مجموع احتمالاتها يساوي «1» ويرمز إلى الحدث المضاد ل«A» ب«'A»، ومن هنا فان:
Æ = A Ç A'
.P(A Ç A') يساوي صفرا.
1= P(A')+P(A)
- «الحوادث المستقلة» و«الحوادث غير المستقلة»: «dependent events» ا:

الحوادث المستقلة هي الحوادث التي يكون وقوع أحدها غير مؤثر في وقوع الآخر خلافا لغير المستقلة التي يكون وقوع أحدها مؤثرا في وقوع الآخر.